# Districtul Bani Walid
Bani Walid este un district în Libia. Are 77.424 locuitori pe o suprafață de 19.710 km².